# Sefer Hamitzvot
El Sefer HaMitzvot (en español: "El Libro de los Preceptos") (en hebreo: ספר המצוות לרמב"ם) (transliterado: Sefer HaMitzvot LeRambam ) es una obra del siglo XII escrita por el rabino, filósofo y médico Maimónides. Originalmente se publicó en árabe, y el rabino Moisés ibn Tibbon lo tradujo al idioma occitano provenzal. La primera edición fue impresa en 1497. La obra contiene una lista de todos los 613 mandamientos de la Torá, con una breve descripción para cada uno de ellos. Maimónides utiliza un conjunto de 14 reglas (shorashim) para determinar qué mandamientos escritos en la Torá se tienen que incluir en la lista de preceptos en cuanto a los mandatos que Dios ha dado en diferentes puntos del Pentateuco, pero que se refieren a acciones particulares hechas una sola vez.